# لیک ویلیامز (داکوتای شمالی)
لیک ویلیامز (به انگلیسی: Lake Williams) یک منطقهٔ مسکونی در ایالات متحده آمریکا است که در شهرستان کیدر، داکوتای شمالی واقع شده‌است. لیک ویلیامز ۵۴۹٫۸۷ متر بالاتر از سطح دریا واقع شده‌است.